# Documentatiecentrum van de wolindustrie
Het Documentatiecentrum van de wolindustrie (Centre de Documentation sur la Laine (CDL) is een documentatiecentrum in de Belgische stad Verviers, gelegen aan de Rue de la Chapelle in het stadsdeel Hodimont.
Dit centrum, dat publiek toegankelijk is, heeft een bibliotheek met meer dan 3000 werken welke de textielindustrie in al haar aspecten (sociaal, technisch, economisch) bestrijken. Ook is er het archief van de École supérieure des Textiles (textielhogeschool), het textielwerkgeversverbond, 17 voormalige textielbedrijven, waaronder het Fond Dathier met stukken die terugvoeren tot de 17e eeuw.
Het Fonds René Dawant et Jacques Wynants bevat stukken uit de 20e eeuw omtrent de sociale onrust, stakingen en dergelijke, en de ondergang van de wolindustrie in Verviers.
Het documentatiecentrum is onderdeel van de musea van Verviers.